# Keychain
Keychain（キーチェーン）とは、Appleが開発したClassic Mac OS及びmacOS用のパスワード管理システム。また、キーチェーンの管理を行うユーティリティはKeychain Access（キーチェーンアクセス）と呼ばれる。

## 概要
コンピュータやインターネットの使用においては、複数のIDやパスワードを作成・管理する必要が生じる。そこでキーチェーンにIDやパスワードを登録・管理させておき、ウェブサイトやアプリケーションからIDとパスワードの要求があると、マスターパスワード1つでID・パスワードを自動入力させる（自動ログインする）ことができる。キーチェーンには、パスワード・デジタル証明書・暗号鍵の管理に加え、クレジットカード番号などのコンピュータに関連のない機密情報を管理する秘密メモの機能を有している。キーチェーンに登録された情報は、暗号化されて保存されている。
なお、iOSにも、複数のパスワードを一括管理するAPIとしてKeychain Servicesが提供されている。

## iCloudキーチェーン
iCloudキーチェーンは、WWDC 2013において、クラウドストレージサービスのiCloudおよびiOS 7とOS X Mavericksの新機能として発表された。この機能はiOS 7の初期リリースには含まれず、iOS 7.0.3において実装された。

## 歴史
1994年にSystem7.5のオプションとして加えられたPowerTalk（アップルが当時提唱していたネットワーク環境Apple Open Collaboration Environmentに準拠したネットワーク機能）で、複数のパスワードなどを一括管理する「鍵束」機能として登場した（ただし、1993年に企業ユーザー向けのOSとして販売された「System 7 Pro」には、既に鍵束機能を備えたPowerTalkが搭載されている）。
その後、PowerTalkの開発は中止されたが、1999年に発売されたMac OS 9の新機能としてキーチェーンがコントロールパネルに再登場しており、macOSでもユーティリティアプリケーション (Keychain Access.app) として引き続き搭載されている。
また、アップルの個人向けクラウドサービス「.Mac」では、2005年のMac OS X 10.4 Tigerの発売（.Mac Sync環境設定の実装）より、同じApple IDのMac間でキーチェーンを同期する機能があった。キーチェーン同期機能は、2008年にMobileMeにサービス名称が変更されてからも続いていたが、2011年から開始された後継サービスのiCloudには引き継がれずに終了していた。その後、2013年にiCloudキーチェーンとして同期機能が再導入されている。